# Міжнародна федерація бібліотечних асоціацій та установ

Голови Федерації (серпень 2019): чоловіки зеленим, жінки червоним, сірий - є вікістаття, жовтий - немає.

Міжнародна федерація бібліотечних асоціацій та установ (англ. The International Federation of Library Associations and Institutions, IFLA)  — міжнародна організація, яка представляє інтереси бібліотечних та інформаційних працівників(-ць).

## Короткі відомості
IFLA була заснована у 1927 році. В наш час[коли?] має понад 1700 членів у більш ніж 150 країнах. Штаб-квартира IFLA знаходиться в Гаазі, Нідерланди. IFLA є незалежною міжнародною неурядовою та некомерційною організацією.
Її основними цілями є:
- заохочення високих стандартів бібліотечних послуг та інформації;
- поширення передового розуміння цінності бібліотеки та інформаційних служб;
- представляти інтереси членів та членкинь по всьому світу.

Членство IFLA можуть мати організації, об'єднання, установи (наприклад, бібліотеки) або індивідуальні бібліотекарі(-ки) чи студент(к)и. Двома основними типами членства, яке дає право голосу, є членство асоціацій та інститутів.
Проблеми, спільні для бібліотек з усього світу, є предметом основної діяльності IFLA. До них належать:
- ALP (поліпшення бібліотечної програми) — розвиток бібліотекарської професії у розвинених країнах,
- FAIFE (вільний доступ до інформації та свободу вираження поглядів) — свобода доступу до інформації та свобода вираження думок,
- CLM (комітет авторського права та інших юридичних питань) — авторське право та інші правові питання,
- PAC (збереження та охорона навколишнього середовища) — ініціативи, пов'язані зі збереженням та підтриманням бібліотечних матеріалів,
- Програма UNIMARC,
- Бібліотеки для сліпих.

## Члени
- Українська бібліотечна асоціація
- Національна парламентська бібліотека Японії
- Міжнародна асоціація музичних бібліотек, архівів та документаційних центрів